# Chameleion cryptocarpus
Chameleion cryptocarpus là một loài rêu trong họ Calymperaceae. Loài này được Dozy & Molk. L.T. Ellis & A. Eddy mô tả khoa học đầu tiên năm nd.